# Duatartessus torricellensis
Duatartessus torricellensis är en insektsart som beskrevs av Evans 1981. Duatartessus torricellensis ingår i släktet Duatartessus och familjen dvärgstritar. Inga underarter finns listade i Catalogue of Life.